# جوناثان ووكر
جوناثان ووكر (بالإنجليزية: Jonathan Lloyd Walker)‏ هو ممثل بريطاني، ولد في 13 سبتمبر 1967 بهنلي أون تيمز في المملكة المتحدة.

## أعمال

### أفلام
- (2015) فنديتا

## وصلات خارجية
- جوناثان ووكر على موقع IMDb (الإنجليزية)
- جوناثان ووكر على موقع IMDb (الإنجليزية)
- جوناثان ووكر على موقع ميتاكريتيك (الإنجليزية)
- جوناثان ووكر على موقع روتن توميتوز (الإنجليزية)
- جوناثان ووكر على موقع قاعدة بيانات الأفلام العربية
- جوناثان ووكر على موقع ألو سيني (الفرنسية)
- جوناثان ووكر على موقع ألو سيني (الفرنسية)
- جوناثان ووكر على موقع أول موفي (الإنجليزية)
- جوناثان ووكر على موقع أول موفي (الإنجليزية)
- جوناثان ووكر على موقع قاعدة بيانات الأفلام السويدية (السويدية)